# Absa Group
Absa Group Limited, nota semplicemente come Absa, è un conglomerato multinazionale di servizi bancari e finanziari con sede a Johannesburg, Sudafrica, e quotato alla borsa di Johannesburg. Offre servizi bancari personali e aziendali, carte di credito, servizi bancari aziendali e di investimento, gestione patrimoniale e degli investimenti e assicurazioni bancarie.
Operando in 10 paesi dell'Africa sub-sahariana, tra cui Sudafrica, Botswana, Ghana, Kenya, Mauritius, Mozambico, Seychelles, Tanzania, Uganda e Zambia, il conglomerato mantiene uffici di rappresentanza in Namibia e Nigeria e uffici internazionali a Londra e New York City.  Ha anche un ufficio di supporto tecnologico nella Repubblica Ceca.
Absa aveva un patrimonio di 97 miliardi di dollari nel 2022. L'istituto di credito Absa Bank è una controllata al 100% del Gruppo Absa.

## Storia
Il Gruppo Absa nasce con la costituzione della Amalgamated Banks of South Africa (ABSA) Limited nel 1986 dalla fusione di United Building Society Holdings South Africa, Allied Bank South Africa, Volkskas Bank Group e alcuni interessi del Sage Group.  Nel 1992, ABSA ha acquisito l'intero patrimonio azionario del gruppo Bankorp (che comprendeva TrustBank, Senbank e Bankfin). Nel 1997, ABSA ha cambiato il nome della holding in ABSA Group Limited adottando una nuova identità aziendale basata su tre principali divisioni operative. I marchi "United", "Volkskas", "Allied" e "TrustBank" furono ritirati l'anno successivo a favore del marchio ABSA.

Mappa dell'area servita da Absa Group Limited

Nel maggio 2005, la Barclays del Regno Unito acquistò il 56,4% delle azioni di Absa, cosa che fu criticata dall'allora governatore della South African Reserve Bank, Tito Mboweni. Con l'acquisizione, Absa Group Limited venne rinominata Barclays Africa Group Limited.

## Organizzazione
Absa Group Limited è strutturata in un numero di divisioni che offrono vari servizi:
- Absa Bank Limited, che offre servizi commerciali al dettaglio e all'ingrosso.
- Absa Financial Services Limited, che offre servizi fiannziari, assicurazioni a breve e lungo termine e servizi di gestione del capitale.
- Absa Capital Limited Investment Bank

## Sponsorizzazioni
Absa è sponsor di numerose attività in Sud Africa, le più riconosciute delle quali sono la squadra nazionale di rugby sudafricana (Springboks) e la squadra nazionale di calcio sudafricana (Bafana Bafana). Absa sponsorizza anche il campionato di calcio sudafricano e la Currie Cup, il torneo sudafricano di rugby a 15. Absba ha già sponsorizzato la Coppa di calcio sudafricana (Absa Cup). All'inizio del 2005, Absa ha sponsorizzato il Gran Premio delle Nazioni A1 a Durban.